# FAB分型
FAB分型系统，即法、美、英分型系统（英語：French–American–British classification systems）是一系列关于急性白血病的分型诊断标准，最早于1976年提出。
类型包括：
- 急性淋巴性白血病：L1–L3 （3种亚型）
- 急性骨髓性白血病：M0–M7 （八种亚型）
- 骨髓增生异常综合征

更新一直持续到1989年